# Augustine Okrah
Augustine Okrah (Obuasi, 14 settembre 1993) è un calciatore ghanese, centrocampista del Bechem Utd.

## Carriera
In carriera ha giocato 17 partite nelle coppe africane, di cui 16 per la CAF Champions League e una per la CAF Confederation Cup.

## Palmarès

### Individuale
- Capocannoniere del campionato ghanese: 1

2013-2014 (16 reti)